# 近藤達子
近藤 達子(こんどう みちこ、1958年2月17日 - )は、日本の歌人である。愛知県出身、神戸市在住。

## 経歴・人物
大学在学中の1977年から翌年にかけて、寺山修司が主宰する俳句誌に作品を投稿していた。1980年3月に愛知淑徳大学文学部国文学科を卒業後、短歌の道に進む。1987年、塚本邦雄の主宰した短歌結社「玲瓏の会」に入会し、塚本に師事。機関誌『玲瓏』には7号から参加した。1998年ごろ、玲瓏の会を退会。2000年ごろ短歌結社「短歌人会」に所属したが、じきに退会している。
1990年には第1回歌壇賞候補となり、1992年には「クラインの涙壺」で第28回短歌研究新人賞最終選考を上位通過、翌1993年には再び「普通の国のアリス」で第4回歌壇賞候補に。1994年になると「天使卵伝説」が角川短歌賞にて候補作となり、同年9月には『短歌』誌上に「非・真珠質」を、1995年3月には「モノリスの墨」を発表した。1995年9月には「キホーテの海馬」で第38回短歌研究新人賞を受賞。その他に『短歌四季』などにも寄稿した。
なお歌集『空耳飛行』については、1988年から1998年にかけての作品から360首を選び、製作順を基本にしながら再構成した内容であると、巻末の「あとがき」にて記されている。

## 作品

### 著書
- 『歌集 空耳飛行』 (短歌研究社、1999年4月)

### 寄稿
- クラインの涙壺 : 『短歌研究』第49巻9号 (短歌研究社、1992年9月)
- 普通の国のアリス : 『歌壇』第7巻第2号 (本阿弥書店、1993年2月)
- 天使卵伝説 : 『短歌』第41巻6号 (角川学芸出版、1994年6月)
- 非・真珠質 : 『短歌』第41巻9号 (角川学芸出版、1994年9月)
- モノリスの墨 : 『短歌』第42巻3号 (角川学芸出版、1995年3月)
- 空耳飛行 (作品30首) : 『短歌研究』第52巻第10号 (短歌研究社、1995年10月)
- 作品7首＋エッセイ「先達となつた一首」 : 『短歌研究』第52巻第11号 (短歌研究社、1995年11月)
- アトランティスへ : 『歌壇』第10巻第1号 (本阿弥書店、1996年1月)
- フェルマータする (作品8首) : 『短歌』第43巻4号 (角川学芸出版、1996年4月)
- 作品＋エッセイ「新人が学んでいるもの」 : 『短歌研究』第53巻第11号 (短歌研究社、1996年11月)
- 新春女性歌人特集―50人競詠 : 『歌壇』第11巻第1号 (本阿弥書店、1997年1月)
- 守護天使たち (作品8首) : 『短歌』第44巻5号 (角川学芸出版、1997年5月)
- 作品10首+エッセイ「作品と作者」 : 『短歌研究』第55巻第11号 (短歌研究社、1997年11月)
- 特集 現代代表女流歌人作品集 (作品7首) : 『短歌研究』第57巻第3号 (短歌研究社、2000年3月)
- 林昭博歌集『宝相華文』評 : 『短歌人』第62巻第5号 (短歌人会、2000年5月)
- エッセイ「この歌・この場所」 : 『短歌』第47巻11号 (角川学芸出版、2000年10月)
- 作品10首 : 『短歌研究』第59巻第4号 (短歌研究社、2002年4月)